# Свиноногие бандикуты
Свиноногие бандикуты (лат. Chaeropus) — исчезнувший род млекопитающих семейства Chaeropodidae. В состав рода включают три вида: свиноногого бандикута (Chaeropus ecaudatus), Chaeropus yirratji и ископаемого Chaeropus baynesi. Этот род ранее относили к семейству Peramelidae, наряду с билби, выделяя их в подсемейство Chaeropodinae. Однако его внешность сильно отличается, и недавние молекулярные исследования подтвердили это различие, и выделили род в отдельное семейство.

## Описание
Внешне свиноногие бандикуты напоминали настоящих бандикутов или кенгуровых крыс, хотя были очень маленькими и изящными, размером с молодого кролика или котёнка.
У свиноногих бандикутов были длинные тонкие ноги, как у копытных животных, (причём конечности передних лап напоминали свиные, а задних — лошадиные) Представители рода были довольно схожими с билби, с длинными тонкими конечностями, большими заострёнными ушами и длинным хвостом. Однако при ближайшем рассмотрении найденных образцов стало очевидно, что свиноногие бандикуты были очень необычными для сумчатых. На передних лапах было по два функциональных пальца с копытами, как у свиньи или оленя. На задних лапах был увеличен четвёртый палец с тяжёлым когтем, похожим на копыто маленькой лошади, а остальные пальцы были рудиментарными; только сросшиеся второй и третий пальцы были полезны, но не для передвижения, а для ухода за шерстью.
Длина тела одного из видов - свиноногого бандикута составляла 23–26 см, хвоста — 10–15 см. 

## Вымирание
Все виды с недавнего времени считаются вымершими. Скорее всего, причинами сокращения популяции и полного вымирания стали выпас рогатого скота, завезение континентальных хищников — лисиц и кошек, а также кроликов, конкурирующих с бандикутами за пищу.